# سفارة بلجيكا في أوكرانيا
سفارة بلجيكا في أوكرانيا هي أرفع تمثيل دبلوماسي لدولة بلجيكا لدى أوكرانيا. تقع السفارة في كييف وهي تهدف لتعزيز المصالح البلجيكية في أوكرانيا.

## وصلات خارجية
- الموقع الرسمي
- قائمة سفارات بلجيكا
- قائمة السفارات في أوكرانيا